# Bilbo Calvez
Bilbo Calvez (* 1963[?] in Paris als Mylène Calvez) ist eine französische Filmeditorin, Regisseurin, Schriftstellerin, Sprecherin, Fotografin, Friedensaktivistin sowie Medien- und Aktionskünstlerin, die seit 1985 in Deutschland, vor allem in Berlin, lebt.

## Leben
Calvez wuchs in der Pariser Banlieue auf, wo sie 1980 in der Gemeinde Créteil das Baccalauréat C absolvierte. Ihre Ausbildung an der Tierarztschule brach sie aufgrund von Differenzen hinsichtlich des dortigen Umgangs mit den Tieren ab und verfiel in eine Depression. Von 1982 bis 1985 studierte sie an der Université Paris VII Film und Genetik, sowie in den Jahren 1983 und 1984 zusätzlich an der Université Paris XI Biologie, wo sie 1985 den Titel Magister in Genetik (Maitrise de Biologie des Organismes et des Populations) erwarb.
Während des Studiums arbeitete sie bei einem Rundfunksender. Nach dem Studium zog sie 1987 nach Berlin, wo sie bis heute wohnt. Ihr Kurzfilmprojekt Rhythm Control (1997) gewann bei den Internationalen Kurzfilmtagen Oberhausen 1997 den zweiten Preis des deutschen Wettbewerbs und war 1997 bei der 7. Semaine Internationale de Vidéo Saint-Gervais/Genève und beim Kasseler Dokumentarfilm- und Videofest, 1998 beim 11. transmediale-Videofest in Berlin sowie 2001 beim Prix Ars Electronica und beim Festival Internacional de Linguagem Eletronica im Paço das Artes der Cidade Universitária Armando de Salles Oliveira der Universidade de São Paulo zu sehen.
Von 2004 bis 2012 war sie Dozentin für Film an der Akademie der Bundeswehr für Information und Kommunikation in Strausberg.
2013 führte sie das Fotoprojekt „Publik-Privat“ durch, bei dem sie unterschiedliche Leute fotografierte und dann die verschiedenen Gesichtshälften unabhängig voneinander analysierte und versuchte, jeweils die Eigenarten der einzelnen Hälften herauszuarbeiten. Nach ihrer Auffassung zeigen die jeweiligen Gesichtshälften dadurch die private und die öffentliche Seite der abgelichteten Personen.
Aus persönlichen Gründen widmete sich Calvez dann schwerpunktmäßig anderen Projekten. 2014 trat sie als zeitreisende Lehrerin in Berlin auf dem Pariser Platz auf und erzählte von einer friedvollen Zukunft und einer nachhaltigen Welt. Folgend zu dieser Rede begann sie 2015 mit dem Projekt „Die Bärensuppe“. Das Projekt beschäftigt sich mit der Vision einer geldlosen Gesellschaft. Im Rahmen dieses Projekts kritisierte sie unter anderem die Konsumgesellschaft und den Billigwahn; dabei machte sie auch auf alternative Lösungen aufmerksam. Eine Ausstellung fand zuerst in Berlin im Herbst 2016 in der Lite-Haus Galerie statt und es folgte eine Tour durch Deutschland und Österreich im Sommer 2017.

## Filmografie

### Als Editorin
- 1991: Reise nach Trapar (Regie: Laurent Vivien)[15]
- 1994: Die Goldenen Zitronen – Das bisschen Totschlag (Musikvideo)
- 1996: Whirlpool Productions – From Disco to Disco (Musikvideo)
- 1996: Lassie Singers – Liebe wird oft überbewertet (Musikvideo)
- 1997: Alphaville – Soul Messiah (Musikvideo)
- 2000: Chicks on Speed – Kaltes klares Wasser (Musikvideo)
- 2004: Hinter Gittern – Der Frauenknast (10 Episoden)
- 2007: Die Kämpferinnen von Mexico (Regie: Carmen Butta)
- 2008: Der gelbe Satin (Regie: Mehmet Coban)[16]
- 2008: Diese Nacht (Regie: Werner Schroeter)[17]
- 2008: Mein Leben – Volker Schlöndorff (Regie: Frank Eggers)
- 2008: Pour l'amour du vin (Regie: Pierre Gotschel)
- 2009: Neue schöne Welt (Regie: Culcha Candela)
- 2009: Im inneren der Schneekugel (Regie: Raphael Bruggey)
- 2009: Klaus Huber am Werk (Regie: Barbara Eckle)
- 2012: Endversion Bar 25 – Tage außerhalb der Zeit (Regie: Nana Yuriko & Britta Mischer)

### Als Regisseurin, Autorin und Editorin
- 1989: Washington Dead Cats – Batman (Musikvideo)
- 1993: Das Schloss (Regie zusammen mit Laurent Vivien)
- 1994: Schön, dass wir nicht wie die anderen sind (4. Preis des Wettbewerbs „Und fremd bist Du!“, Bündnis 90/Die Grünen)
- 1997: Rhythm Control (Förderpreis der AC Journalisten und zweiter Preis des deutschen Wettbewerbs bei den Internationalen Kurzfilmtagen Oberhausen)

### Als Darstellerin
- 1997: Der Mantel (Regie: Robert Kramer)[18]
- 2010: By Night (Kurzspielfilm; Regie: Juan Diaz B.)[19]

## Publikationen
- Publik-Privat [Fotoband]
- Saruj - Stell dir vor, es gibt kein Geld mehr [Zukunftsroman] gibt es als freie Edition limitiert auf 500 Exemplare (Der Leser bestimmt den Preis) sowie als ISBN-Edition bei dem Verlag MEIGA.